# Streitkräfte Bruneis
Die Streitkräfte Bruneis (englisch Royal Brunei Armed Forces, malaiisch Angkatan Bersenjata DiRaja Brunei) umfassen die Teilstreitkräfte Heer, Luftwaffe und Marine und Unterstützungsverbände.
Brunei gab im Jahre 2017 knapp 2,9 Prozent seiner Wirtschaftsleistung (347 Millionen US-Dollar) für seine Streitkräfte aus.
Brunei besitzt eine 6.500 Soldaten starke Berufsarmee. Aufgrund der bestehenden Gesetze ist es nur ethnischen Malaien erlaubt, Dienst in den Streitkräften zu leisten.
Aufgaben der Streitkräfte sind:
- Abwehr aller direkten und indirekten Gefahren für die Souveränität und das Territorium des Sultanat Bruneis.
- Durchführung militärischer Operationen zur Abwehr gegenüber äußeren Aggressoren, Terrorismus und Aufständen
- Unterstützung ziviler Behörden (wie etwa der Polizei) zur Aufrechterhaltung der öffentlichen Ordnung.

## Geschichte
Als Vorgänger der heutigen Streitkräfte Bruneis gilt das Brunei Malay Regiment, dessen Aufstellung 1961 begann und offiziell 1962 in Port Dickson (nahe Seremban) in Dienst gestellt wurde. Es umfasste den Stab und drei Kompanien Infanterie. Im Jahre 1965 wurde es in Royal Brunei Malaiish Regiment umbenannt, in Brunei stationiert, um eine Luftwaffen- und Marinesektion erweitert und unter ein gemeinsames Kommando gestellt. 1972 wurden die Heeres-, Luftwaffen- und Marinekomponenten getrennt und das 1. Bataillon des Royal Brunei Malaiish Regiment mit fünf Kompanien aufgestellt. 1975 wurden die B- und E-Kompanien zur Aufstellung des 2. Bataillons herangezogen.
Mit der Unabhängigkeit Bruneis 1984 wurde das 3. Bataillon unter Verwendung der D-Kompanie des 1. Bataillons und der F-Kompanie des 2. Bataillons aufgestellt. Die bisherige Flakbatterie und das Engineer Korps wurden im Unterstützungsbataillon zusammengefasst und um eine Panzerkompanie erweitert.

## Teilstreitkräfte

### Heer (Tentera Darat Diraja Brunei)
Das Heer hat eine Stärke von 4.500 Mann und setzt sich zusammen aus drei Infanteriebataillonen und einem Unterstützungsbataillon. Das Unterstützungsbataillon umfasst neben einer Panzerkompanie, einer Flakbatterie und einer Pionierkompanie auch das Hauptquartier des Heeres. Die Ausstattung des Heeres umfasst unter anderem 20 FV101 Scorpion, 45 Véhicule de l’avant blindé, Land Rover Defender und L118 Light Gun. Das Standardgewehr ist das M16.

### Luftstreitkräfte(Tentera Udara Diraja Brunei)
Ursprünglich mit Sikorsky S-55 (für die medizinische Ambulanz eingesetzt), Westland Whirlwind (von der Royal Air Force übernommen) und Bell 206 ausgestattet, setzen die Königlichen Luftstreitkräfte Bruneis (englisch Royal Brunei Air Force (RBAF)), heute verschiedene Fluggeräte ein.

### Marine(Tentera Laut Diraja Brunei)
Die Hauptaufgabe der Marine ist die Küstensicherung und die Durchführung von SAR-Operationen. Hauptausrüstungselemente umfassen Raketenschnellboote und Küstenpatrouillenboote. 2009 lief bei der deutschen Werft Lürssen ein erstes Patrouillenboot der Darussalam-Klasse für Brunei vom Stapel.